# Alejandro Fernández (álbum)
| Críticas profissionais | Críticas profissionais |
| Avaliações da crítica  | Avaliações da crítica  |
| Fonte                  | Avaliação              |
| ---------------------- | ---------------------- |
| Allmusic               | [ 1 ]                  |

Alejandro Fernández é o primeiro álbum de estúdio do cantor mexicano Alejandro Fernández.

## Faixas
1. Todo Termino (Rubén Rada) – 2:54
2. Equivocadamente (Fernando Z. Maldonado) – 2:49
3. Se Me Van Las Ganas (Indalecio Ramírez) – 3:30
4. Invierno (Capitán Chinaco) – 4:05
5. Otra Vida (Manuel Eduardo Castro) – 2:53
6. Intenta Vivir Sin Mi (Manuel Monterrosas) – 2:54
7. Necesito Olvidarla (Manuel Eduardo Castro) – 2:59
8. Brumas (Jorge Villamil) – 3:20
9. Cuando Yo Queria Ser Grande (Manuel Monterrosas) – 3:43
10. En Cualquier Idioma (Antonio Valdez Herrera) – 2:31
11. Te Quedas O Te Vas (Manuel Monterrosas) – 2:39
12. Que Pregunta Muchacho (Dueto com Vicente Fernández) (Indalecio Ramírez) – 3:22

## Tabela musical

### Álbum
| Ano  | Parada                            | Pico | Semanas na parada |
| ---- | --------------------------------- | ---- | ----------------- |
| 1992 | Billboard Regional Mexican Albums | 2    | 53                |

### Singles
| Ano  | Parada                    | Canção             | Pico | Semanas na parada |
| ---- | ------------------------- | ------------------ | ---- | ----------------- |
| 1992 | Billboard Hot Latin Songs | Necesito Olvidarla | 19   | 12                |
| 1992 | Billboard Hot Latin Songs | Brumas             | 11   | 11                |